# Abja-Paluoja
Abja-Paluoja (oude Duitse naam: Abia-Palloja) is een stad in het zuiden van Estland. De stad is de hoofdplaats van de gemeente Mulgi in de provincie Viljandimaa. Bovendien is ze de hoofdplaats van de streek Mulgimaa, waar Mulgi gesproken wordt, een apart dialect van het Estisch. De stad had 1056 inwoners op 1 januari 2024.
De stad ligt op 6 km afstand van de grens met Letland.

## Geschiedenis
De naam Abja-Paluoja is afgeleid van het historische landhuis Abja (dat in een document uit 1504 voor het eerst is vermeld) en de herberg Paluoja, die aan de weg van Pärnu naar Valga lag, die door het huidige Abja-Paluoja loopt. Het landhuis bestaat nog, maar staat wel leeg. In de voormalige herberg is sinds 1919 een lagere school gevestigd. Bij de herberg werd tot in het begin van de 20e eeuw jaarlijks een veemarkt gehouden.
In 1894 begon men met de bouw van huizen. In 1897 kwam de smalspoorlijn tussen Viljandi en Mõisaküla gereed. Abja-Paluoja kreeg een station aan die lijn, met als gevolg dat het dorp begon te groeien. In 1973 is de spoorlijn gesloten.
Abja-Paluoja kreeg in 1945 de status van vlek (Estisch: alevik). In 1993 kreeg de plaats stadsrechten. In 1998 werd de afzonderlijke gemeente Abja-Paluoja opgeheven en werd de stad bij de gemeente Abja gevoegd, die op haar beurt in 2017 opging in de nieuwe gemeente Mulgi.

## Het landhuis
Het landhuis Abja (Estisch: Abja mõis) met het omringende park ligt ongeveer 2,5 km ten oosten van Abja-Paluoja. Het behoorde toe aan de adellijke familie von Stackelberg. Friedrich Adolph von Stackelberg liet in het eerste kwart van de 19e eeuw het landhuis vervangen door het huidige gebouw. Hij liet ook het park aanleggen, naar een ontwerp van de tuinarchitect Johann Friedrich Semisch.  In de nevengebouwen waren onder andere een brouwerij en een destilleerderij gevestigd. In het park stonden twee watermolens en een windmolen. In 1923, toen Estland onafhankelijk was geworden, werd het landgoed onteigend. Sindsdien fungeerde het gebouw achtereenvolgens als school, weeshuis en kazerne voor de grenspolitie. Momenteel staat het leeg.

## Faciliteiten
Bezienswaardigheden in de stad zijn het oude postkantoor, waarin nu het stedelijk museum is gevestigd, en de brandweerkazerne.
Abja-Paluoja heeft een middelbare school, het Abja Gümnaasium. In Abja-Paluoja staat ook het gemeentehuis van de gemeente Mulgi.

## Foto’s

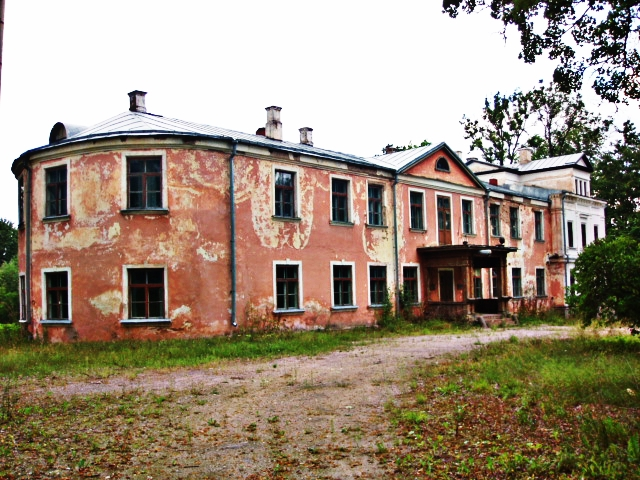
Het landhuis Abja mõis
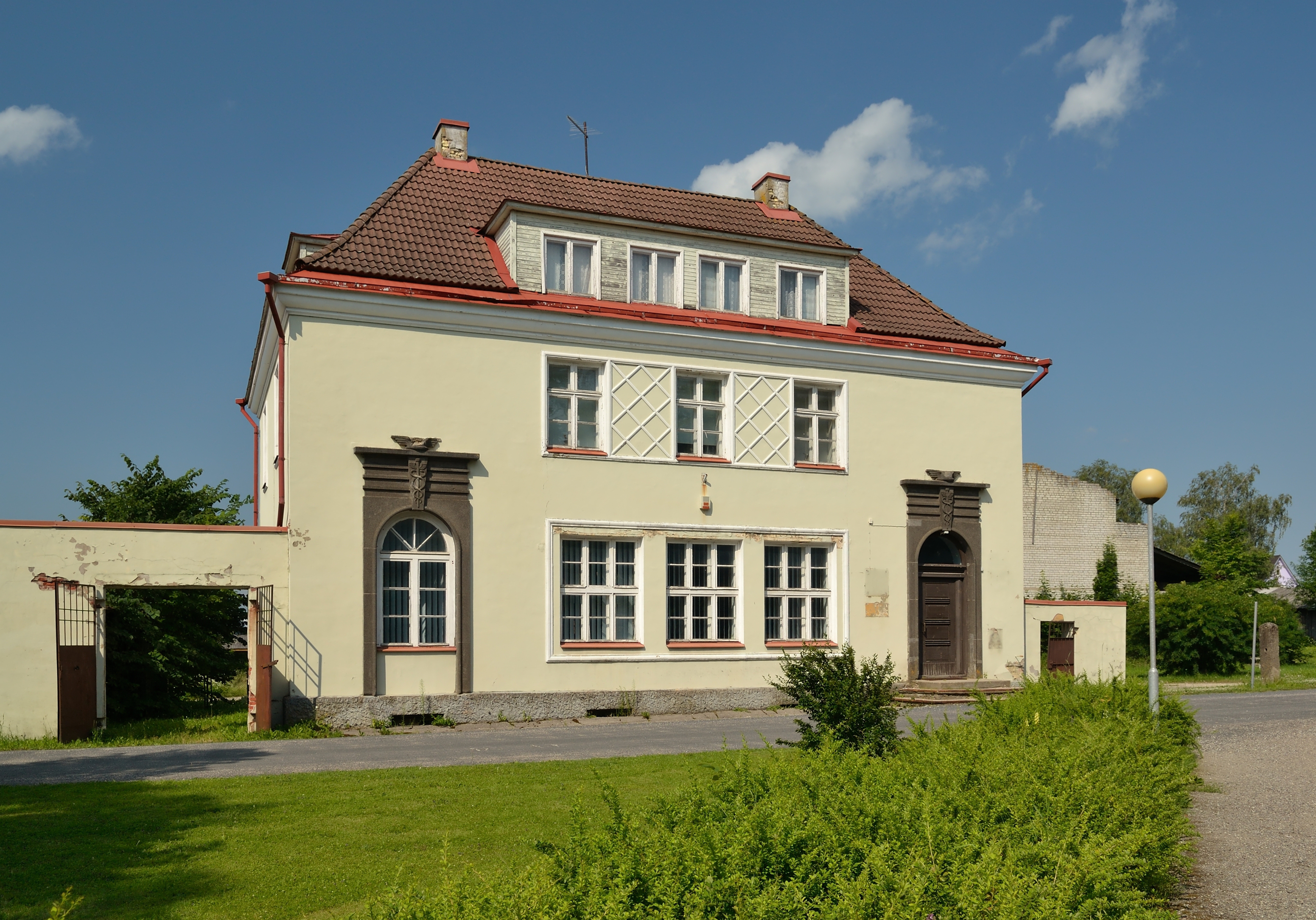
Het oude postkantoor
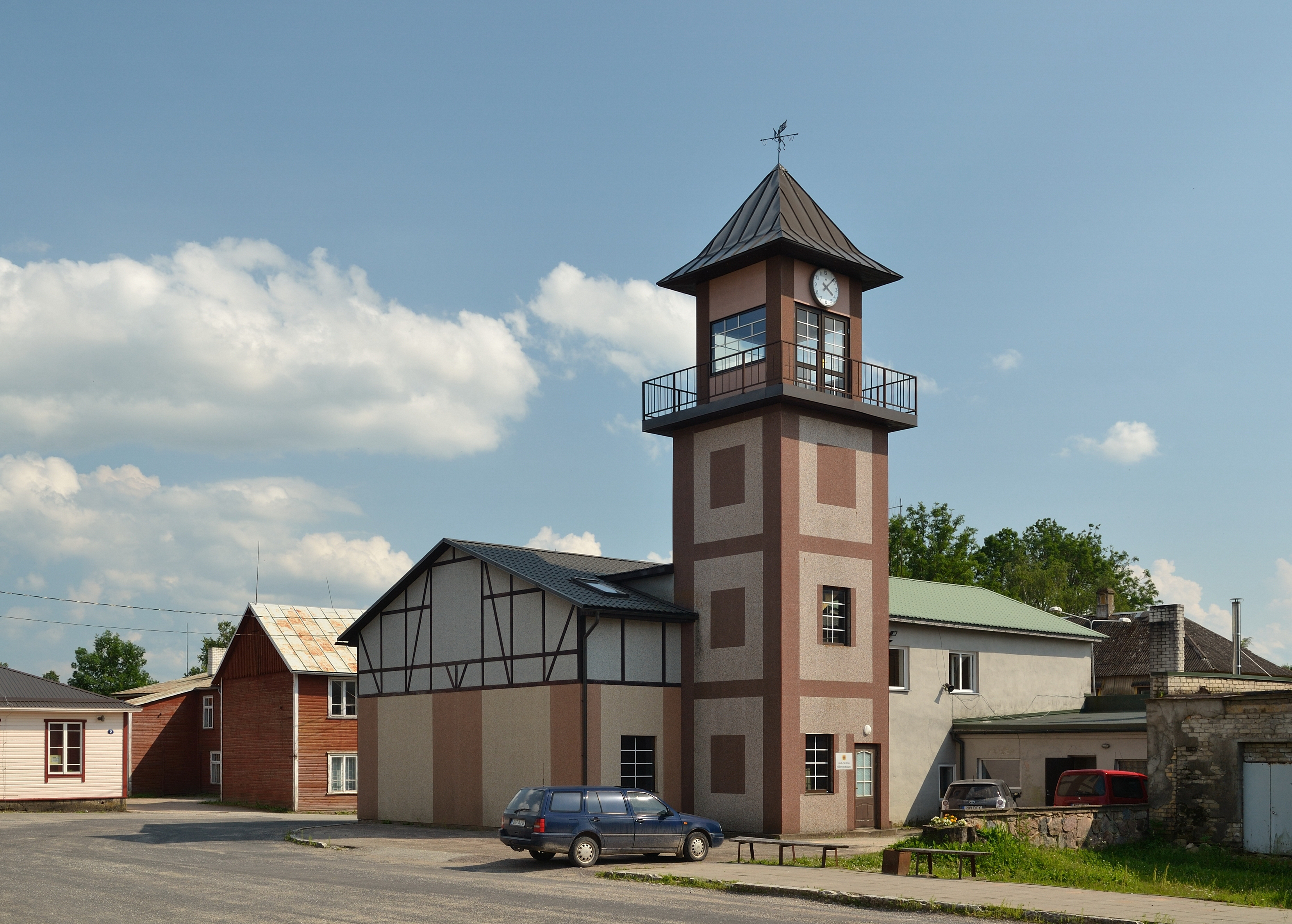
Brandweerkazerne